# Le Pin (Allier)
Le Pin ist eine französische Gemeinde mit 431 Einwohnern (Stand: 1. Januar 2022) im Département Allier in der Region Auvergne-Rhône-Alpes (vor 2016 Auvergne); sie gehört zum Arrondissement Vichy und zum Kanton Dompierre-sur-Besbre.

## Geographie
Le Pin liegt etwa 55 Kilometer ostsüdöstlich von Moulins am Rand der Landschaft Bourbonnais. Umgeben wird Le Pin von den Nachbargemeinden Coulanges im Norden, Molinet im Nordosten, Saint-Léger-sur-Vouzance im Osten und Südosten, Saint-Didier-en-Donjon im Süden und Südwesten sowie Monétay-sur-Loire im Westen. 

## Weblinks

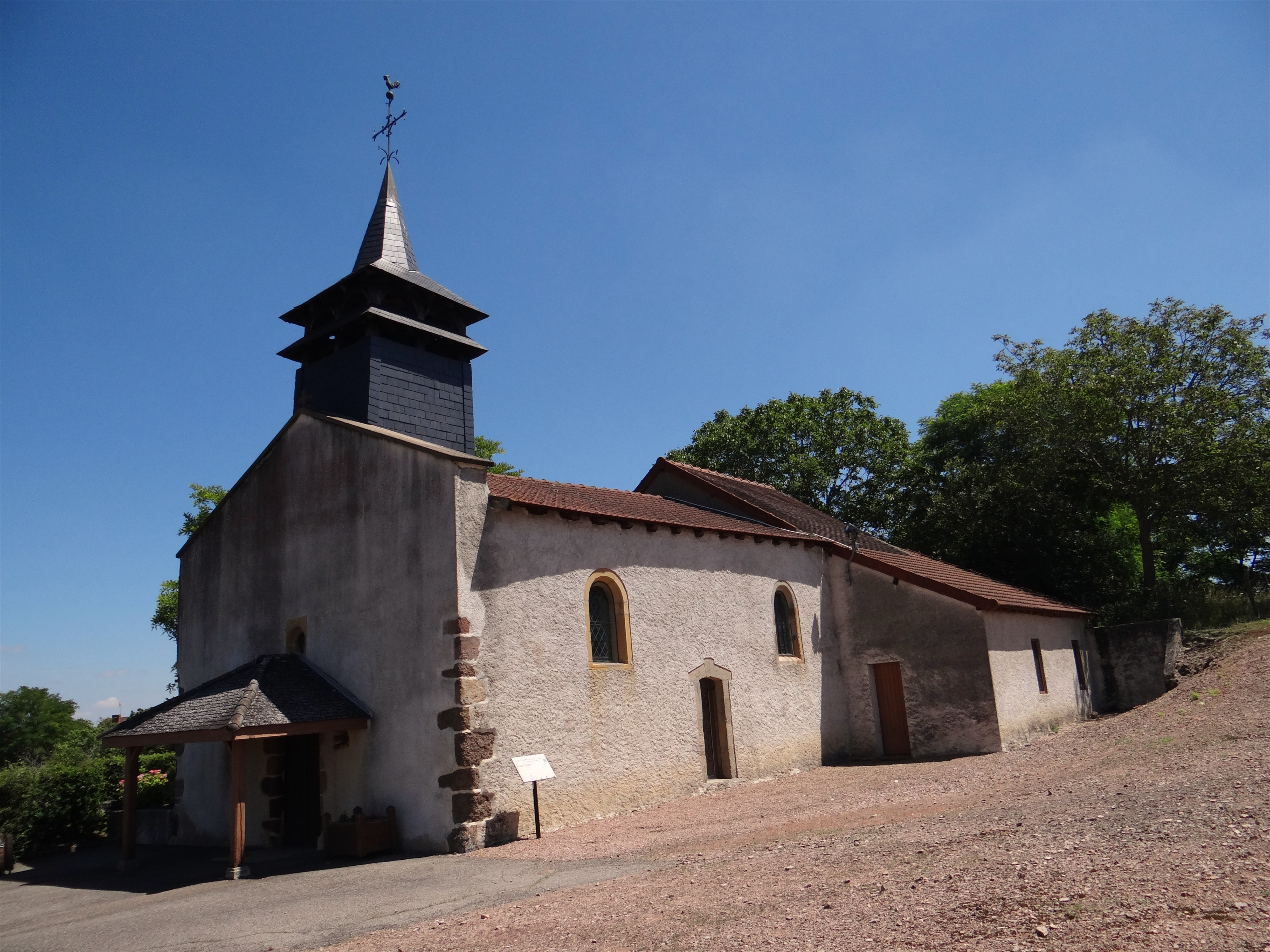
Kirche Saint-Christophe

## Bevölkerungsentwicklung
| Jahr                       | 1962 | 1968 | 1975 | 1982 | 1990 | 1999 | 2006 | 2011 | 2019 |
| Einwohner                  | 530  | 539  | 502  | 458  | 413  | 381  | 368  | 399  | 423  |
| Quellen: Cassini und INSEE |      |      |      |      |      |      |      |      |      |

## Sehenswürdigkeiten
- Ehemalige Turmhügelburg (Motte)
- Kirche St-Christophe